# Matrix Games
Matrix Games — видавець комп'ютерних ігор, що спеціалізується на стратегічних іграх та варгеймах.

## Історія компанії
Компанія була заснована Девідом Гітом у 2001 році в Стейтен-Айленді, Нью-Йорк.
Незважаючи на те, що основними продуктами Matrix Games є варгейми і покрокові стратегії, компанія не обмежує себе тільки ринком варгеймів. Matrix Games видає ігри найрізноманітніших жанрів від космічних симуляторів (Starshatter — The Gathering Storm) та спортивних менеджерів (Maximum-Football) до стратегій в реальному часі (Close Combat — Cross of Iron).
Matrix Games співпрацює з великою кількістю розробників, ігри яких вона видає. У це число входять SSG, 2by3 Games, Panther Games, Koios Works та Destroyer Studios. У Matrix є власний штат художників та програмістів, які беруть активну участь у розробці проєктів невеликих розробників варгеймів, яким не по кишені найняти кваліфікований персонал, який працює повний робочий день.